# Wolfgang Bischof
Wolfgang Bischof, né le 6 novembre 1960 à Freising (Bavière, Allemagne), est un prélat catholique allemand, évêque auxiliaire de Munich et Freising depuis 2010.

## Biographie

### Études et prêtrise
Fils d'une famille de bouchers à Freising, Wolfgang Bischof déménage à Munich en 1967. Il y fréquente d'abord la Realschule, puis l'École technique Romano-Guardini, où il obtient son diplôme.
Après des études en éducation religieuse et en éducation de l'Église à l'université catholique d'Eichstätt-Ingolstadt (de), il étudie, de 1981 à 1987, la philosophie et la théologie catholique à l'université Louis-et-Maximilien de Munich ainsi qu'à celle d'Innsbruck.
Le 2 juillet 1988, il est ordonné prêtre par le cardinal Friedrich Wetter, dans la cathédrale de Freising, et est incardiné dans l'archidiocèse de Munich et Freising. De cette date jusqu'à 1991, il est responsable de la communauté catholique de Miesbach, puis entre 1991 et 1993, de celle de Holzkirchen.
Puis, de 1993 jusqu'en 2008, il exerce la charge de curé de la paroisse Saint-Jean-Baptiste de Grobenzell et, parallèlement, à partir de 1998, il est nommé doyen du doyenné de Fürstenfeldbruck. En 2004, le cardinal Friedrich Wetter le nomme membre du Conseil ecclésiastique.
Le 26 octobre 2006, le pape Benoît XVI lui donne le titre honorifique d'aumônier de Sa Sainteté.
En 2008, il est nommé vicaire de la cathédrale de Munich et membre du chapitre métropolitain.

### Épiscopat
Le 5 janvier 2010, le pape Benoît XVI le nomme évêque titulaire de Nebbi (de) et évêque auxiliaire de Munich et Freising. Il est consacré évêque le 28 février 2010, en la cathédrale Notre-Dame de Munich, par le cardinal Reinhard Marx. Ses co-consécrateurs sont alors le cardinal Friedrich Wetter et Mgr Franz Dietl (de). Mgr Bischof choisit alors comme devise « Spera in Domino et fac bonum » (« confiance dans le Seigneur et faire le bien ») tirée du livre des Psaumes (Ps 37,3 UE).
Au sein de la Conférence épiscopale allemande, il est membre de la Commission pastorale ainsi que le représentant des évêques de Freising au sein de la sous-commission pour les questions sur les femmes dans l'Église et la société. Il est également membre des commissions journalistique et pour la jeunesse.
En 2011, il succède à Mgr Manfred Melzer et devient représentant de la Conférence épiscopale au sein de l'aumônerie de police. Depuis 2012, il est également président du Conseil consultatif concernant les relations entre les médias et la Conférence épiscopale, ainsi que du Conseil de surveillance de l'Institut pour la promotion des jeunes journalistes. Cette même année, il succède à Mgr Engelbert Siebler (de) comme président des bureaux de pèlerinages bavarois.